# Gareth Emery
Gareth Emery (Southampton, 18 luglio 1980) è un disc jockey e produttore discografico britannico di musica trance.

## Biografia
Gareth Emery entra nella scena della musica elettronica nel 2002, quando esce il suo remix di "Nervous Breakdown" di Shrink che, insieme alle tracce "Psiclone" e "Flood Control", fa ricevere al DJ un grande supporto da parte di nomi molti importanti, come Armin Van Buuren, Paul van Dyk, Tiësto e Ferry Corsten. Nel 2006 ha inizio il suo programma radiofonico "The Gareth Emery Podcast", che tuttora è considerato come uno dei migliori, grazie alla presenza di musica di svariati generi e non solo ed esclusivamente Trance: infatti non vuole essere etichettato come un DJ "Trance". Nello stesso anno riscuotono un grande successo il suo remix di "Formentera What" di Albert Vorne e il singolo "Another You, Another Me".
Nel 2009 crea una sua etichetta discografica, la "Garuda", la cui prima uscita è "Exposure/Metropolis". Le serate in cui è coinvolta questa etichetta si tengono al club Sankeys di Manchester, dove sono stati ospiti importanti DJs, quali Above & Beyond, Ferry Corsten, Markus Schulz e Sander Van Doorn.
Nel 2010 esce il suo primo album, "Northern Lights", che viene giudicato dalla critica come un lavoro di notevole spessore. La sua musica può essere definita come una fusione fra Trance e Progressive, con influenze Techno e aggiunta di parti vocali e melodiche.
Il suo secondo album "Drive" esce nel 2014 e mischia generi trance, progressive trance ed electro house.
Attualmente occupa il 74º posto nella classifica dei migliori DJs al mondo, secondo il sito DJ Mag.
| DJ           | 2006 | 2007 | 2008 | 2009 | 2010 | 2011 | 2012 | 2013 | 2014 |
| ------------ | ---- | ---- | ---- | ---- | ---- | ---- | ---- | ---- | ---- |
| Gareth Emery | 34   | 31   | 23   | 9    | 7    | 13   | 14   | 51   | 74   |

## Discografia

### Album
- 2010 - Northern Lights
- 2014 - Drive
- 2016 - 100 Reasons To Live
- 2020 - The Lasers

### Singoli
2002
- GTR - Mistral [Five AM]
- GTR - Flood Control [Influential]
- GTR - Psiclone [Influential]
- GTR vs The Shrink - Nervous Breakdown (Trance mix) [Nutrition]
- GTR vs The Shrink - Nervous Breakdown (Bootleg mix) [Nutrition]

2003
- CERN - The Message (additional production) [Five AM / ASOT]
- Cupa - Blaze [Five AM]
- Cupa - Foundation [Five AM]
- Nova - All This Love (GTR mix) [Multiply]
- CERN - Baileys (GTR dub) [Five AM]
- Quadraphonic - I Can Feel Your Love (Gareth Emery's GTR mix) [Lost Language]

2004
- Wirefly - The Verdict (Gareth Emery & Mark Dedross mix) [Motion]
- Gareth Emery & Jon O'Bir - Escapade [Five AM]
- GTR - Reason To Believe (Original Mix) [Five AM]
- GTR - Reason To Believe (Gareth Emery Remix) [Five AM]
- Echano - Nothing To Live For (Gareth Emery Remix) [Motion]
- Will Holland - Magicka (Gareth Emery Remix) [Forty Five]
- Digital Delinquents - Forever (Gareth Emery Vocal / Dub mixes) [Equilibrium]

2005
- Zodiak - Provincial Disco (Gareth Emery Remix) [MICREC]
- DJ Sammy - L'bby Haba (Gareth Emery Remix) [Super M]
- Gareth Emery - Between Dreams [Five AM]
- Gareth Emery - Backlash [Five AM]
- Gareth Emery - Tribalism [Five AM]
- Gareth Emery - History Of A Day [Five AM]
- Lange vs Gareth Emery - This Is New York [Lange Recordings]
- Lange vs Gareth Emery - X Equals 69 [Lange Recordings]
- Gareth Emery & Jon O'Bir - Bouncebackability [Five AM]
- Emery & Kirsch - Lose Yourself [Enhanced]
- Cupa - Mass Panic (Gareth Emery Remix) [Five AM]
- Cupa - Mass Panic (Concept mix) [Five AM]
- Digital Blues - Digital Blues [Lange Recordings]
- Digital Blues - Definition [Lange Recordings]
- Nu-NRG - Dreamland (Gareth Emery vs. Brisky Remix) [Monster]

2006
- DT8 Project - Tomorrow Never Comes (Gareth Emery Remix) [Mondo]
- Lange vs Gareth Emery - Another You, Another Me [Vandit]
- Lange vs Gareth Emery - Back On Track (Gareth Emery Back On Breaks remix) [Lange]
- Mike Foyle - Shipwrecked (Gareth Emery remix) [Armind]
- Vinny Troia feat. Jaidene Veda - Flow (Gareth Emery Remix / Dub mix) [Curvve]
- Gareth Emery & Nicholas Bennison - Interlok [Five AM]
- Gareth Emery & Nicholas Bennison - Interlok (Gaz's Dubbed Out mix) [Five AM]
- Gareth Emery & Jon O'Bir - No Way Back [Five AM]
- Gareth Emery & Jon O'Bir - Integrate [Five AM]
- Lange vs Gareth Emery - On Track [Lange]
- Lange vs Gareth Emery - Three [Lange]
- George Acosta feat. Truth - Mellodrama (Gareth Emery Remix) [Five AM]

2007
- Gareth Emery - More Than Anything [Five AM]
- Albert Vorne - Formentera What? (Gareth Emery Remix) [Club Elite]
- Gareth Emery pres. Runway - Outrageous [Baroque]
- Gareth Emery And Rue De Gar - Soul Symbol [Curvve Recordings]

2008
- DJ Orkidea - Metaverse (Gareth Emery Remix)[AVA Recordings]
- Myon And Shane 54 feat. Carrie Skipper - Vampire (Gareth Emery's Garuda Remix)[Armind]
- Gareth Emery - This Is That [Five AM Records]
- Martin Roth - Off the World (Gareth Emery Remix)[Vandit]
- Darude Ft Blake Lewis - I Ran (So Far Away) (Gareth Emery Remix)[HMC/DRD Music Finland]
- Andrew Bennett Vs Tatana Feat. Tiff Lacey - Closer (Than A Heartbeat) (Gareth Emery Remix) [S2 Records]
- Bartlett Bros feat. Marcia Juell - Let it Flow (Gareth Emery Remix)[Lunatique]
- Stowers & Young - The Second Coming (Gareth Emery Remix) [Insight Recordings]

2009
- Gareth Emery - Exposure/Metropolis [Garuda]
- Bobina - Time & Tide (Gareth Emery Remix) [World Club Music]
- Above & Beyond pres. Oceanlab - Lonely Girl (Gareth Emery Remix) [Anjunabeats]
- Ronski Speed feat. Ana - The Deep Divine (Gareth Emery Remix)[euphonic]
- M.I.K.E. - Sunrise At Palamos 2009 (Gareth Emery Remix) [Garuda]
- Fabio XB & Micky VI - Make This Your Day (Gareth Emery Remix) [S107 Recordings]
- Fabio XB & Andrea Mazza - Light To Lies (Gareth Emery Remix) [S107 Recordings]
- Gaia - Tuvan (Gareth Emery Remix) [Armind]
- Gareth Emery With Emma Hewitt - I Will Be the Same [Garuda]
- Terry Ferminal & Jonas Stenberg - A Thousand Miles, Memories (Gareth Emery Edit) [High Contrast Recordings]
- Gareth Emery - The Sound Of Garuda [Garuda]
- Rosie and The Goldbug - Heartbreak (Gareth Emery Remix)
- Darium Vs Gareth Emery - In This Silence (Black Army Mashup)

2010
- Gareth Emery Feat Lucy Saunders - Sanctuary [Garuda]
- Gareth Emery - Northern Lights (Studio Album) [Garuda]
- Gareth Emery - Citadel [Garuda]
- Above & Beyond & Gareth Emery pres. OceanLab - On a Good Day (Metropolis) [Anjunabeats]
- Nadia Ali - Rapture (Gareth Emery Remix)

2011
- Gareth Emery - Northern Lights Re-Lit (Studio Album) [Garuda]
- John O'Callaghan – Save This Moment (Gareth Emery Remix) [Captivating Sounds – Armada]
- Britney Spears - I Wanna Go (Gareth Emery Remix)
- Gareth Emery & Ben Gold - Flash
- Super8 & Tab – Perfect Day feat. Alyna (Gareth Emery Remix) [Anjunabeats]
- Gareth Emery & Ashley Wallbridge – Mansion
- Gareth Emery feat. Mark Frisch – Into the Light
- Gareth Emery - Tokyo

2012
- Gareth Emery feat. Christina Novelli – Concrete Angel [Garuda]
- Labrinth – Last Time (Gareth Emery Remix)
- Gareth Emery - The Saga [Garuda]
- Gareth Emery & Ashley Wallbridge – D.U.I. [Garuda]

2013
- Gareth Emery - Meet Her In Miami [Garuda]
- Gareth Emery - Layers [Garuda]

2014
- Gareth Emery Feat Krewella - Lights & Thunder [Garuda]
- Gareth Emery Feat. Bo Bruce - U [Garuda]

2016
- Gareth Emery Feat. Gavrielle - Far From Home [Garuda]
- Gareth Emery Feat. Lawson (4) - Make It Happen [Garuda]
- Gareth Emery Feat. Christina Novelli - Save Me [Garuda]
- Gareth Emery Feat. Janet Devlin - Lost [Garuda]

2017
- Gareth Emery & Standerwick Feat. Haliene - Saving Light [Monstercat]